# 全商ビジネス文書実務検定
全商ビジネス文書実務検定（ぜんしょうビジネスぶんしょじつむけんてい）とは、公益財団法人全国商業高等学校協会が主催する検定のひとつである。1級から3級まである（平成25年度に全商ワープロ実務検定を細分化、パソコン入力スピード認定試験を統合）。
平成27年度より、2月の第1土曜日に実施していた3回目の検定試験を廃止、年2回の実施となる。これに伴い、3回目の検定試験で実施していた段位認定と英語問題は廃止となる。
試験内容は「筆記」（1〜3級）と「文書」のビジネス文書部門と速度部門で成り立っており、どちらも合格基準を満たすと合格となる（部門別合格の場合、取得してから4回以内の検定において、不足の部門に合格したときは級合格となる）。

## 制限時間及び受験料
| 級 | 受験料(円) | 筆記（分） | 速度（分） | 定型文作成（分） |
| -- | ---------- | ---------- | ---------- | ---------------- |
| 1  | 1,200      | 15         | 10         | 20               |
| 2  | 1,100      | 15         | 10         | 15               |
| 3  | 900        | 15         | 10         | 15               |

速度部門受験の場合は各級800円。

## 筆記
機械・文書に関する知識を問われる（コンピュータ利用上での基礎的な知識、ビジネス文書等に於ける時候の挨拶など）。漢字・語句などに関する知識（部首、熟語など）。1〜3級とも100点満点で、70点以上の取得を要する。制限時間は15分。

## 速度
1級は出題が700字、2級は出題が450字、3級は出題が300字。それぞれ問題文と比較して10字までのミスならば合格。ミスは問題文を正しく入力できていない誤字・脱字と、問題文にない文字を入力してしまう余分字の合計数（年度1回目・2回目）。

## 文書
- 1級: 表やオブジェクト及びテキストファイルを含む文書。
- 2級: 表やオブジェクトを含む文書。
- 3級: 簡単な表を含むビジネス文書。
- 4級: ビジネス文書。

それぞれの採点基準に照らし合わせて、70点以上で合格。

## 受験申込注意
受験申込時、履歴書サイズの証明写真が必要。ただし担当者裁量によっては、申込時は写真不要で「試験当日に受験票に写真を貼付の上、持参」と言われる場合もあるので、前もって確認要。

## 受験手続
- 試験会場校（以下、試験校と略す）によっては、以下の手順で受験手続きが開始される。
  1. 試験の2か月前に、受験者は受験願書を自作のうえ、受験料に相当する定額小為替も同封し、試験校へ発送。
  2. 仮受験願書と定額小為替が到着後、試験校で速やかに仮受験手続きが行われる。
  3. 仮受験手続きが完了後、正規の受験願書が受験者の手元に到着。
  4. 受験者は、締切日に間に合うように正規の受験願書を試験校へ発送。
  5. 試験の1週間前になったら、受験者名及び生年月日並びに受験級・受験部門が記されている受験票が受験者の手元に到着（受験票は、試験担当が代書）。
- 試験校によっては、3・4がない場合もある。この場合は、受験願書及び受験票は、試験担当の代書となる。